# Nice Volley-Ball
Il Nice Volley-Ball è una società pallavolistica maschile francese con sede a Nizza: milita nel campionato di Ligue A.

## Rosa 2019-2020
| N° | Nome                 | Ruolo | Data di nascita   | Nazionalità sportiva |
| -- | -------------------- | ----- | ----------------- | -------------------- |
| 2  | Jean-Charles Desmedt | S     | 11 novembre 1997  | Francia              |
| 3  | Jan Galabov          | S     | 12 giugno 1996    | Rep. Ceca            |
| 4  | Gojko Ćuk            | C     | 10 ottobre 1988   | Bosnia ed Erzegovina |
| 5  | Louis Chanel         | C     | 24 agosto 1999    | Francia              |
| 6  | Emil Serrau          | P     | 25 febbraio 1998  | Francia              |
| 7  | Jelle Ribbens        | L     | 17 marzo 1992     | Belgio               |
| 8  | Xavier Batelli       | C     | 8 agosto 2000     | Francia              |
| 9  | Vincent Malejac      | S     | 16 agosto 1997    | Francia              |
| 10 | Jolan Cox            | O     | 12 luglio 1991    | Belgio               |
| 11 | Rusmir Halilović     | P     | 17 luglio 1986    | Bosnia ed Erzegovina |
| 12 | Rodney Ken-Ah-Kong   | C     | 10 luglio 1987    | Seychelles           |
| 14 | Hugo Mora            | P     | 7 dicembre 2001   | Francia              |
| 16 | Aleksa Polomac       | S     | 16 giugno 1997    | Serbia               |
| 18 | Luca Tricault        | C     | 8 agosto 2000     | Francia              |
| 19 | Redi Bakiri          | S     | 22 luglio 2000    | Albania              |
| 20 | Elviss Krastins      | S     | 15 settembre 1994 | Finlandia            |